# لورن بروتون
لورن بروتون (انگلیسی: Lauren Bruton؛ زادهٔ ۲۲ نوامبر ۱۹۹۲) بازیکن فوتبال اهل بریتانیا است.
از باشگاه‌هایی که در آن بازی کرده‌است می‌توان به تیم فوتبال زنان آرسنال اشاره کرد.
وی همچنین در تیم‌های ملی فوتبال England women's national under-19 football team و زنان انگلستان بازی کرده‌است.